# Mokra Częstochowska
Mokra Częstochowska – przystanek kolejowy we wsi Mokra, w powiecie kłobuckim w województwie śląskim, na linii kolejowej nr 131, czyli magistrali węglowej. Przystanek stracił na znaczeniu, kiedy w 2009 r. wstrzymano ruch pasażerski na odcinku Herby Nowe – Chorzew Siemkowice.
Stacja leży na trasie turystycznego  Zielonego Szlaku Kłobuckiego.